# Jocelyn Moorhouse
Jocelyn Denise Moorhouse (Melbourne, 4 september 1960) is een Australische filmmaker en auteur. Ze is voornamelijk bekend als regisseur van films als Proof, How to Make an American Quilt, A Thousand Acres en The Dressmaker.
Moorhouse werkte samen met haar echtgenoot, regisseur P.J. Hogan, aan films als Muriel's Wedding, Mental en Unconditional Love.

## Biografie
Moorhouse werd geboren in Melbourne. Haar moeder gaf les in de kunsten aan Vermont High School, waar Moorhouse zelf in 1978 examen deed. Ze deed haar opleiding voor filmregisseur aan de Australian Film, Television and Radio School.
Moorhouse is getrouwd met filmregisseur P.J. Hogan. Ze hebben samen vier kinderen, van wie er twee een vorm van autisme hebben. Dat laatste was de reden waarom Moorhouse terugkeerde naar Australië en waarom haar carrière een tijd lang nagenoeg stil lag. Ze schreef hier onder andere over in haar autobiografie Unconditional Love: A Memoir of Filmmaking and Motherhood.

## Carrière
In 1983 bracht ze als onderdeel van haar opleiding haar eerste korte film uit, Pavane. In 1986 volgde haar tweede korte film, The Siege of Barton's Bathroom. Die laatste film zou als basis dienen voor haar eerste project buiten school; de twaalfdelige jeugdserie C/o The Bartons voor de Australian Broadcasting Corporation in 1988. In de jaren daaropvolgend zou Moorhouse nog meer werk voor televisie doen, waaronder als schrijver van een aantal afleveringen van The Flying Doctors en regisseur van een aantal afleveringen van Les Norton.
Moorhouse maakte haar filmdebuut met Proof in 1991 (niet te verwarren met Proof (2005)). Dat was een succes en gaf haar de mogelijkheid om grotere films te maken. Haar eerste film buiten Australië volgde direct op haar debuut en was de Amerikaanse productie How to Make an American Quilt (1995), met onder andere Alfre Woodard, Winona Ryder en Anne Bancroft .

## Prijzen
- Proof won zes Australian Film Institute Awards, waaronder die voor beste screenplay en beste regisseur. Daarnaast viel de film internationaal ook in de prijzen, waaronder de Silver Hugo in Chicago, de Caméra d'Or (Special Mention) in Cannes en de Sutherland Trophee tijdens de British Film Institute Awards 1992.[4]
- Muriel's Wedding won de prijs voor beste film (Australian Film Institute Awards).[4]

## Filmografie

### Film
| Jaar | Titel                              | Regisseur | Producent | Schrijver |
| ---- | ---------------------------------- | --------- | --------- | --------- |
| 1983 | Pavane                             | X         |           | X         |
| 1986 | The Siege of the Bartons' Bathroom | X         |           | X         |
| 1991 | Proof                              | X         |           | X         |
| 1994 | Muriel's Wedding                   |           | X         |           |
| 1995 | How to Make an American Quilt      | X         |           |           |
| 1997 | A Thousand Acres                   | X         |           |           |
| 2002 | Unconditional Love                 |           | X         | X         |
| 2012 | Mental                             |           | X         |           |
| 2015 | The Dressmaker                     | X         |           | X         |

### Televisie
| Jaar | Titel           | Regisseur | Producent | Schrijver | Bedenker |
| ---- | --------------- | --------- | --------- | --------- | -------- |
| 1988 | C/o The Bartons |           |           | X         | X        |

## Boeken
- C/o The Bartons (1988) (ISBN13: 9780140342574)[5]
- Unconditional Love: A Memoir of Filmmaking and Motherhood (2019) (ISBN13: 9781925773484)[3][6]